# I. Fülöp kasztíliai király
Szép Fülöp (németül: Philipp der Schöne, franciául: Philippe le Beau, hollandul: Filips de Schone; Brugge, Flandria, Burgundi Németalföld, 1478. július 22. – Burgos, Kasztília, 1506. szeptember 25.), I. Miksa német-római császár egyetlen fia, aki előbb anyja örököseként Németalföld ura és Burgundia hercege 1482-től, majd I. Fülöp néven (spanyolul: Felipe I) Kasztília királya felesége, Johanna királynő jogán pár hónap erejéig 1506 júliusától azon év szeptemberében bekövetkezett haláláig. Ő volt az első Habsburg uralkodó a spanyol történelemben.
Fülöp még nem volt négy esztendős, amikor egy lovasbaleset következtében elvesztette édesanyját, Burgundi Máriát. Halálával ő örökölte anyja németalföldi birtokait. Kezdetben édesapja, a császár uralkodott helyette, ám Fülöp fiatal kora ellenére hamar bebizonyította, hogy alkalmas az uralkodásra. Vezetése alatt a békére törekedett, regnálásával a hercegsége gazdasági fejlődésnek indult. 1496-ban a Habsburg–Trastámara kettős házasság értelmében Fülöp feleségül vette a „Katolikus királyok”, I. Izabella kasztíliai királynő és II. Ferdinánd aragóniai király második leányát, Johannát, míg a leány testvére, János feleségül vette Fülöp húgát, Margitot. 1502-re hitvese lett Kasztília és Aragónia örököse, majd 1504-ben, I. Izabella halálát követően Kasztília királynője.
Spanyolországban töltött ideje alatt Fülöp saját státusza megszilárdításán munkálkodott, ami gyakran vezetett konfliktusokhoz feleségével és apósával egyaránt. Mivel hitvese, Johanna mentális állapotáról már ekkortájt is keringtek negatív pletykák, így Fülöpöt 1506. július 12-én elismerték felesége társuralkodójának, Kasztília királyának. Azonban két hónappal később, szeptember 25-én egy gyors lefolyású betegség következtében váratlanul elhunyt. Halálában felmerült apósa, II. Ferdinánd esetleges részvétele is, ám ez sosem nyert bizonyosságot. Felesége, az ekkor várondós Johanna királynő három hónappal később adott életet hatodik gyermeküknek, Katalinnak. Feleségét őrültségére hivatkozva Fülöp halálát követően saját apja bezáratta, és élete végéig uralkodott helyette régensként. Fülöpöt burgundi, spanyol, majd német-római örökségében végül legidősebb fia, Károly követte.

## Élete
I. Miksa német-római császár és Burgundi Mária fia. 1482-ben az anyjától négyévesen megörökölte a németalföldi tartományokat.

### Habsburg–Trastámara kettős házasság
1496-ban a Habsburg- és a Trastámara-ház kettős esküvője részeként feleségül vette Johanna kasztíliai és aragóniai infánsnőt.
Apósa, II. Ferdinánd, Aragónia királya ugyanis a Habsburgokkal kettős esküvőt hozott létre. 1495. november 5-én kötötték meg a szerződést a Habsburg–Trastámara kettős házasságról Fülöp és Johanna, valamint Aragóniai János és Habsburg Margit között. A házassági szerződést 1496. január 3-án ratifikálták: Miksa a szabad birodalmi városi rangú Nördlingenben, I. Izabella és II. Ferdinánd aragóniai király pedig a katalóniai Ulldeconában.
Fülöp még az esküvője előtt, amely szülőföldjén, és udvartartásának helyszínén, Németalföldön zajlott, a németországi Ulmban 1496. május 27-én találkozott az apjával, I. Miksával, majd Tirolba utaztak együtt, ahonnan az apja Zsigmond osztrák főherceg, tiroli gróf lemondása (1490. március 19.) után annak örököseként Tirol grófjaként igazgatta az Osztrák örökös tartományokat és a Német-római Birodalom ügyeit egyelőre még csak királyi rangban. Jelentős találkozó volt ez apa és fia között, hiszen Fülöp csak néhány alkalommal tartózkodott a Habsburg-hatalom szimbolikus családi fészkében, az Osztrák örökös tartományokban. Ez idő alatt az apjával zerge- és szarvasvadászattal töltötték idejüket.
A kettős házassági szerződés értelmében 1496. október 20-án a Flamand grófsághoz tartozó Lille-ben I. Miksa német(-római) király fiához, Fülöphöz ment férjhez Aragóniai Ferdinánd és Kasztíliai Izabella, a Katolikus királyok másodszülött lánya, Johanna, míg 1497. április 3-án Burgosban Fülöp húgát, Margitot (1480–1530) feleségül vette Ferdinánd és Izabella fia, János. 1497-ben János herceg halálával október 4-én és azáltal, hogy Fülöp húga, Ausztriai Margit halott gyermeket szült 1497 decemberében, szertefoszlott Katolikus Ferdinánd álma egy egységes, a Trastámara-ház vezette Spanyolország létrejöttéről, ugyanis ebben az időben az Aragóniai Királyságban még a száli törvény értelmében nők nem örökölhették a trónt. Ezt a törvényt majd épp Johanna trónöröklése kapcsán törölték el, így a Fülöp révén Habsburg-házi örökösök, Fülöp és Johanna leszármazottai már nem csak Kasztíliát, hanem Aragóniát is öröklik majd.

### Hispániai örökség
Fülöpöt és Johannát Németalföldön érték utol a családi tragédiák. Portugál unokaöccsük, Mihály herceg halála (1500. július 19.) után szállt Fülöp feleségére az örökség, és ezáltal a Habsburgok újabb területek örököseinek mondhatták magukat Európában. 1501–1502-ben szárazföldi úton, Franciaországon keresztül Hispániába ment férj és feleség. 1502. május 22-én Toledóban a Kasztíliai Gyűlés, a Cortes I. Izabella kasztíliai királynő előterjesztésére Kasztília trónörökösévé nyilvánította Izabella legidősebb élő lányát, a gyűlésen személyesen megjelenő Johannát és férjét, Fülöpöt Izabella királynő és férje, II. Ferdinánd aragóniai király jelenlétében. Johanna Kasztíliában nyilvánvaló trónörökös lett, hiszen nem várhatta senki sem, hogy az 51 éves királynő már újabb gyermeket, és főleg fiút tudott volna szülni, aki megelőzhette volna Johannát a trónöröklésben.
1502. október 27-én pedig Zaragozában az Aragón Gyűlés II. Ferdinánd aragóniai király előterjesztésére Aragónia trónörökösévé nyilvánította Ferdinánd legidősebb élő lányát, a gyűlésen személyesen megjelenő Aragóniai Johannát apja és férje, Fülöp jelenlétében. 
Ezzel Katolikus Ferdinánd lánya, Johanna lett az aragón trónörökös is és az ezzel járó Girona hercegnője cím viselője. Johanna azonban Aragóniában csak feltételezett (prezumptív) örökös volt, hiszen egy fiú születése minden további nélkül kitúrhatta volna az örökségből, ha amint bekövetkezett, az anyja meghal. és apja újranősül.
Fülöp 1502 decemberében elhagyta Hispániát a szüleinél hagyva az előrehaladottan terhes Johannát. 1503-ban, éppen apósának, Aragóniai Ferdinánd királynak az 51. születésnapján, március 10-én Fülöpnek megszületett a második fia Kasztíliában, Alcalá de Henaresben Ferdinánd, a későbbi magyar király.
Fülöp közben a szárazföldi útján hazafelé Németalföldre több udvarban is látogatást tett. Az akkor az Aragón Korona Országaiból Katalóniához tartozó Perpignanon keresztül hagyta el apósa birodalmát és franciaországi utazását Montpellier-n, Avignonon át Lyonig folytatta, ahol találkozott XII. Lajos francia királlyal, akivel 1503. április 5-én megkötötték a Lyoni szerződést, melyben többek között megerősítették gyermekeik, Klaudia francia királyi hercegnő és Károly főherceg eljegyzését. Ezután Fülöp a Savoyai Hercegségbe utazott, ahol húga, Margit és sógora, II. Filibert savoyai herceg Bourg-en-Bresse-ben fényes fogadtatásban részesítette. Majd újra visszatért Lyonba XII. Lajoshoz, ahonnan újból Savoyába tért vissza, innen pedig szeptemberben Tirolba vette útját, ahol meglátogatta az apját, I. Miksát a grófság székhelyén, Innsbruckban. Itt 1503. szeptember 13-án apján kívül találkozott mostohaanyjával, Bianka Sforza királynéval, valamint a német fejedelmekkel, akik mint német(-római) trónörököst üdvözölték.

### Kasztília királya
1504. áprilisban Johanna is visszatért Fülöphöz Németalföldre, az egyéves Ferdinándot a nagyanya, I. Izabella gondjaira bízva, aki így Kasztíliában maradt.
1504. november 26-án meghalt az anyósa I. Izabella, végrendeletében Johannát nevezte meg örökösének, akit a heroldok rögtön Kasztília királynőjévé kiáltottak ki, Ferdinándot pedig régensnek tette meg, aki nem nyugodott bele a királysága elveszésébe, hiszen ő csak a felesége jogán volt Kasztília királya, annak halálával a királynő özvegyeként nincs joga tovább uralkodni, csak is saját, örökölt országaiban, így Aragóniában. Johannát a Cortes az országba hívta, de az őrültségéről keringő hírek miatt különböző csoportok eltérő módon szerették volna rendezni a hatalomváltozást: egyesek szerint Johanna egyedül jogosult az uralomra, mások szerint a férjével együtt, de vannak akik csak férje, Fülöp uralmát látnák szívesen, és megint mások Aragóniai Ferdinánd régensségében látnák az egyedüli megoldást Johanna névleges uralma mellett.
Johanna újabb terhessége miatt 1505-ben nem tudott elindulni, hogy elfoglalja a trónját, és 1505. szeptember 17-én megszületett Fülöp és Johanna királynő ötödik, Johanna trónra lépte óta az első gyermekük, Mária infánsnő és főhercegnő, későbbi magyar királyné.
1506 januárjában Johanna és Szép Fülöp Németalföldön, Zierikzee városánál tengerre szállt és 43 hajóból álló flottájával Kasztíliába indult a trón elfoglalására. Otthon hagyták gyerekeiket, a 8 éves Eleonórát (1498–1558), a 6 éves Károlyt (1500–1558), aki most már Asztúria hercege lett, az 5 éves Izabellát (1501–1526) és a négy hónapos Máriát (1505–1558) (e két utóbbi hercegnő már többé nem látta egyik szülőjét sem). Anglia partjainál, Weymouthnál hajótörést szenvedtek, és három hónapot az angol udvarban töltöttek. VII. Henrik angol király a kasztíliai trónváltozás miatt már eltávolodott Aragóniai Ferdinándtól, így kevésbé pártolta az özvegy walesi hercegné, Johanna húga, Aragóniai Katalin házasságát kisebbik fiával, Henrikkel, a későbbi VIII. Henrikkel a formálisan megkötött eljegyzésük ellenére, és új szövetségi egyezményt javasolt Fülöpnek.
Fülöp találkozott sógornőjével, Katalin hercegnővel Windsorban, ahol az angol király vendégül látta a kasztíliai királyi párt, Johannával azonban nem jött létre a testvéri találkozó, mivel Katalin addigra elhagyja az udvart, mire Johanna is férje után jött.
Fülöp egyezményt írt alá VII. Henrikkel (Windsori Egyezmény), hogy az angol király katonailag is támogatja az új kasztíliai uralkodót Aragóniai Ferdinánddal szemben (nem lesz rá szükség). Házassági szerződéseket kötöttek, mely szerint VII. Henrik feleségül veszi Fülöp húgát, Ausztriai Margitot (a házasság nem jött létre, egyikük sem házasodott már további életében), Károly infánst eljegyezték VII. Henrik kisebbik lányával, Máriával (1496–1533) (VIII. Henrik angol király 1514-ben felbontotta az eljegyzést, és XII. Lajoshoz adta a húgát), Henrik walesi herceg pedig Fülöp legidősebb lányának, Eleonóra infánsnőnek a jegyese lett. (Ez a házasság sem valósult meg, VIII. Henrik angol király megmaradt Aragóniai Katalinnál, Eleonóra pedig I. Mánuel portugál királyhoz megy majd feleségül.)
1506. április 21-én elhagyták Angliát, és április 26-án a galiciai La Coruña kikötőjébe érkeztek.
1506. június 20-án Fülöp és Ferdinánd Villafafilában Johanna háta mögött megegyeztek a hatalommegosztásról, Ferdinánd átadta a régensi hatalmat, és újdonsült feleségével, Foix Germánával (1488/90–1538) elutaztak az újonnan szerzett királyságába, Nápolyba.
1506. július 12-én a kasztíliai Cortes Johannának mint Kasztília királyának hűséget esküdött, Fülöpöt elismerte Johanna uralkodótársául, és Károly infánst Asztúria hercegének. Szép Fülöp hivatalosan ekkortól számított Kasztília királyának I. Fülöp néven.
Spanyolország politikai és jogi egysége most sem jött létre, a Habsburgok egyelőre csak Kasztíliában uralkodtak, Katolikus Ferdinánd pedig új feleségével egy újabb fiúörökösben reménykedett, és a jogi egység nem is jött létre a Bourbonok trónra kerüléséig, addig pedig csak perszonálunió kötötte össze Hispánia királyságait (beleértve a később megörökölt, majd elvesztett Portugáliát is).
1506 júliusában Fülöp Arévalóból Valladolidba hozatta a kisfiát, Ferdinándot, akit most háromévesen látott először, hogy a közelükben lehessen, de a királyi pár Johanna szeszélyéből egy Valladolid melletti kis helységben, Tudela de Dueró-ban szállt meg, ahonnan Fülöp többször is meglátogatta őt Valladolidban. Osorio leírja, hogy azt elmondani nem lehet, hogy örült a kisgyerek, mikor meglátta az édesanyját. Testvéreit ekkor sem láthatta még, mert őket szüleik Németalföldön hagyták nagynénjük, Ausztriai Margit főhercegnő felügyelete alatt. 1506. szeptember elején az udvar Burgosba utazott, és Fülöp Valladolidból Simancasba vitette a fiát.

### Halála
Szép Fülöp két hónappal a tényleges királyi cím elnyerése után, szeptember 25-én magas lázzal és kiütésekkel járó rövid betegség után meghalt Burgosban. A halál okai ismeretlenek, Johannához hasonlóan sokan Ferdinánd király intrikáit sejtették a dologban, aki állítólag a messzi Itáliából is kézben tartotta a dolgokat, és mozgatta a szálakat, hogy ő mérgeztette meg „szeretett” vejét, ez a tény azóta is tartó találgatásokra ad okot halálának esetleges idegenkezűségére vonatkozóan.
Johanna végig betegágyánál volt, és gondosan ápolta férjét, aki öt hónapos terhes feleségét hagyta itt.
A gyermek Ferdinánd udvarmestere, Pero Nuñez de Guzmán 1506. szeptember 24-én értesült Fülöp király haldoklásáról, és ezért védelmi készültségbe helyezte a várost annak megakadályozására, hogy esetleg Ferdinándot megszöktessék. Másnap, szeptember 25-én fegyveresek érkeztek Simancasba Diego de Guevara, Fülöp tanácsosa vezetésével, aki Ferdinándot követelte Fülöp király állítólagos parancsára, de Pero Nuñez nem hitt az írás valódiságában. A kis Ferdinánd pedig közben mivel minden fegyvercsörgést játéknak fogott fel, így egész délelőtt gyerekpáncélban futkosott körbe-körbe, és nem akart megválni a lándzsájától. Ezen a napon halt meg az apja Burgosban. Időközben megérkezett Pero Nuñez fivére, Diego Ramírez de Guzman, Catania püspöke is a Valladolidban székelő kasztíliai legfelsőbb bíróság (Real Audiencia y Chancillería) bíráival együtt fegyveresek kíséretében, és ők is Ferdinándot követelték. Végül másnap, szeptember 26-án megegyeztek Ferdinánd átadásában, melyről a mai napig fennmaradt közokirat tanúskodik. Ferdinánd újra Valladolidba került a legjelentősebb kasztíliai királyhű intézmények védelme alá, megakadályozandó, hogy felhasználhassák mint lehetséges trónjelöltet, vagy Németalföldre szöktessék. Ferdinándot Valladolidban először Alonso Pérez de Vivero házában szállásolták el. Ferdinánd infáns káplánja, Álvaro de Osorio haladéktalanul értesítette a kis herceg anyját, a Burgosban férjét gyászoló Johanna királynőt, aki ugyan nem fogadta, de a kasztíliai királyi tanács rábólintott a döntésre. Néhány nappal később a Colegio de San Gregorió-ba költöztették át a gyermeket. Diego de Guevara, Fülöp volt tanácsosa itt is megpróbálta kieszközölni Ferdinánd kiadását, de eredménytelenül. Ennek ellenére az a hír kapott szárnyra országszerte, hogy Ferdinándot Flandriába szöktették.
Rövid gyászszertartás után Johanna a férje koporsójával elindult Granada felé, ahol az előírások szerint örök nyugalomra szándékozták helyezni a földi maradványait. Útközben Torquemadában 1507. január 14-én Johanna megszülte a hatodik gyermeküket, Fülöp halálával már utószülöttnek számító Katalint.
Fülöp apja, I. Miksa a hírek korabeli terjedési sebessége folytán csak egy hónappal később, 1506. október 23-án értesült a fia hispániai halálhíréről. Miksa ekkor Stájerország és Karintia határán tartózkodott, és úton volt Itália felé. A fia gyászhíre annyira megrázta, hogy könnyekben tört ki, majd a közeli stájerországi Sankt Lambrecht kolostorában mondatott elhunyt fia lelki üdvéért gyászmisét, és rendelt halotti tort. Aztán teljesen visszahúzódott, három napig böjtölt, sem ételt, sem italt nem fogadott el, és senkit sem kívánt látni.
Fülöp apósát, II. (Katolikus) Ferdinándot Genovában érte utol a veje gyászhíre. Ferdinánd viszont meglehetősen érzéketlenül reagált rá, és rögtön bejelentette igényét a kasztíliai régensségre a lánya, Johanna nevében, majd ahogy tervezte, újdonsült feleségével, Foix Germánával Nápolyba utazott.

## Ősei

### Legközelebbi rokonsági kapcsolat Fülöp és a felesége között
|  |  |                                                                                                 |                                                                                                 |                                                                                                 |                                                                                                 |                                                                                                 |                                                                                                 |                                                                                        |                                                                                        | | | | | | |  |  | | | | | | |  |  |  |  |  |  |  |  |  |  |  |  |  |  |  |  |  |  |  |  |  |  |  |  |  |  |  |  |  |  |  |  |  |  |  |  |  |  |  |  |  |  |  |  |  |  |  |  |  |  |  |  |
|  |  |                                                                                                 |                                                                                                 |                                                                                                 |                                                                                                 |                                                                                                 |                                                                                                 |                                                                                        |                                                                                        | | | | | | |  |  | | | V. István magyar király 1239–1272 felesége: Kun Erzsébet 1240–1290/95 | | | |  |  |  |  |  |  |  |  |  |  |  |  |  |  |  |  |  |  |  |  |  |  |  |  |  |  |  |  |  |  |  |  |  |  |  |  |  |  |  |  |  |  |  |  |  |  |  |  |  |  |  |  |
|  |  |                                                                                                 |                                                                                                 |                                                                                                 |                                                                                                 |                                                                                                 |                                                                                                 |                                                                                        |                                                                                        | | | | | | |  |  | | | | | | |  |  |  |  |  |  |  |  |  |  |  |  |  |  |  |  |  |  |  |  |  |  |  |  |  |  |  |  |  |  |  |  |  |  |  |  |  |  |  |  |  |  |  |  |  |  |  |  |  |  |  |  |
|  |  |                                                                                                 |                                                                                                 |                                                                                                 |                                                                                                 |                                                                                                 |                                                                                                 |                                                                                        |                                                                                        | | | | | | |  |  | | | Árpád-házi Mária magyar királyi hercegnő 1257–1323 férje: II. Károly nápolyi király 1254–1309                                                                                             | | | |  |  |  |  |  |  |  |  |  |  |  |  |  |  |  |  |  |  |  |  |  |  |  |  |  |  |  |  |  |  |  |  |  |  |  |  |  |  |  |  |  |  |  |  |  |  |  |  |  |  |  |  |
|  |  |                                                                                                 |                                                                                                 |                                                                                                 |                                                                                                 |                                                                                                 |                                                                                                 |                                                                                        |                                                                                        | | | | | | |  |  | | | | | | |  |  |  |  |  |  |  |  |  |  |  |  |  |  |  |  |  |  |  |  |  |  |  |  |  |  |  |  |  |  |  |  |  |  |  |  |  |  |  |  |  |  |  |  |  |  |  |  |  |  |  |  |
|  |  |                                                                                                 |                                                                                                 |                                                                                                 |                                                                                                 |                                                                                                 |                                                                                                 |                                                                                        |                                                                                        | | | | | | |  |  | | | Anjou Blanka nápolyi királyi hercegnő 1280–1310 férje: II. Jakab aragóniai király 1267–1327                                                                                               | | | |  |  |  |  |  |  |  |  |  |  |  |  |  |  |  |  |  |  |  |  |  |  |  |  |  |  |  |  |  |  |  |  |  |  |  |  |  |  |  |  |  |  |  |  |  |  |  |  |  |  |  |  |
|  |  |                                                                                                 |                                                                                                 |                                                                                                 |                                                                                                 |                                                                                                 |                                                                                                 |                                                                                        |                                                                                        | | | | | | |  |  | | | | | | |  |  |  |  |  |  |  |  |  |  |  |  |  |  |  |  |  |  |  |  |  |  |  |  |  |  |  |  |  |  |  |  |  |  |  |  |  |  |  |  |  |  |  |  |  |  |  |  |  |  |  |  |
|  |  |                                                                                                 |                                                                                                 |                                                                                                 |                                                                                                 |                                                                                                 |                                                                                                 |                                                                                        |                                                                                        | | | | | | |  |  | | | IV. Alfonz aragóniai király 1299–1336 1. fg.: Entençai Teréz 1300 körül–1327 2. fg.: Kasztíliai Eleonóra 1307–1359                                                                        | | | |  |  |  |  |  |  |  |  |  |  |  |  |  |  |  |  |  |  |  |  |  |  |  |  |  |  |  |  |  |  |  |  |  |  |  |  |  |  |  |  |  |  |  |  |  |  |  |  |  |  |  |  |
|  |  |                                                                                                 |                                                                                                 |                                                                                                 |                                                                                                 |                                                                                                 |                                                                                                 |                                                                                        |                                                                                        | | | | | | |  |  | | | | | | |  |  |  |  |  |  |  |  |  |  |  |  |  |  |  |  |  |  |  |  |  |  |  |  |  |  |  |  |  |  |  |  |  |  |  |  |  |  |  |  |  |  |  |  |  |  |  |  |  |  |  |  |
|  |  |                                                                                                 |                                                                                                 |                                                                                                 |                                                                                                 |                                                                                                 |                                                                                                 |                                                                                        |                                                                                        | | | | | | |  |  | | | [1.] IV. Péter aragóniai király 1319–1387 1. fg. Navarrai Mária 1330–1347 2. fg.: Portugáliai Eleonóra 1328–1348 3. fg. Szicíliai Eleonóra 1325–1375 4. fg.: Fortià Szibilla 1350/55–1406 | | | |  |  |  |  |  |  |  |  |  |  |  |  |  |  |  |  |  |  |  |  |  |  |  |  |  |  |  |  |  |  |  |  |  |  |  |  |  |  |  |  |  |  |  |  |  |  |  |  |  |  |  |  |
|  |  |                                                                                                 |                                                                                                 |                                                                                                 |                                                                                                 |                                                                                                 |                                                                                                 |                                                                                        |                                                                                        | | | | | | |  |  | | | | | | |  |  |  |  |  |  |  |  |  |  |  |  |  |  |  |  |  |  |  |  |  |  |  |  |  |  |  |  |  |  |  |  |  |  |  |  |  |  |  |  |  |  |  |  |  |  |  |  |  |  |  |  |
|  |  |                                                                                                 |                                                                                                 |                                                                                                 |                                                                                                 |                                                                                                 |                                                                                                 |                                                                                        |                                                                                        | | | | | | |  |  | | | [3.] Aragóniai Eleonóra 1358–1382 férje: I. János kasztíliai király 1358–1390 | | | |  |  |  |  |  |  |  |  |  |  |  |  |  |  |  |  |  |  |  |  |  |  |  |  |  |  |  |  |  |  |  |  |  |  |  |  |  |  |  |  |  |  |  |  |  |  |  |  |  |  |  |  |
|  |  |                                                                                                 |                                                                                                 |                                                                                                 |                                                                                                 |                                                                                                 |                                                                                                 |                                                                                        |                                                                                        | | | | | | |  |  | | | | | | |  |  |  |  |  |  |  |  |  |  |  |  |  |  |  |  |  |  |  |  |  |  |  |  |  |  |  |  |  |  |  |  |  |  |  |  |  |  |  |  |  |  |  |  |  |  |  |  |  |  |  |  |
|  |  |                                                                                                 |                                                                                                 |                                                                                                 |                                                                                                 |                                                                                                 |                                                                                                 |                                                                                        |                                                                                        | | | | | | |  |  | | | I. (Antequerai) Ferdinánd aragón és szicíliai király 1380–1416 felesége Alburquerquei Eleonóra aragóniai királyné 1374–1435                                                               | | | |  |  |  |  |  |  |  |  |  |  |  |  |  |  |  |  |  |  |  |  |  |  |  |  |  |  |  |  |  |  |  |  |  |  |  |  |  |  |  |  |  |  |  |  |  |  |  |  |  |  |  |  |
|  |  |                                                                                                 |                                                                                                 |                                                                                                 |                                                                                                 |                                                                                                 |                                                                                                 |                                                                                        |                                                                                        | | | | | | |  |  | | | | | | |  |  |  |  |  |  |  |  |  |  |  |  |  |  |  |  |  |  |  |  |  |  |  |  |  |  |  |  |  |  |  |  |  |  |  |  |  |  |  |  |  |  |  |  |  |  |  |  |  |  |  |  |
|  |  |                                                                                                 |                                                                                                 |                                                                                                 |                                                                                                 |                                                                                                 |                                                                                                 |                                                                                        |                                                                                        | | | | | | |  |  | | | | | | |  |  |  |  |  |  |  |  |  |  |  |  |  |  |  |  |  |  |  |  |  |  |  |  |  |  |  |  |  |  |  |  |  |  |  |  |  |  |  |  |  |  |  |  |  |  |  |  |  |  |  |  |
|  |  |                                                                                                 |                                                                                                 |                                                                                                 |                                                                                                 | Aragóniai Eleonóra portugál királyné 1402–1445 férje: Eduárd portugál király 1391–1438          | Aragóniai Eleonóra portugál királyné 1402–1445 férje: Eduárd portugál király 1391–1438          | Aragóniai Eleonóra portugál királyné 1402–1445 férje: Eduárd portugál király 1391–1438 | Aragóniai Eleonóra portugál királyné 1402–1445 férje: Eduárd portugál király 1391–1438 | Aragóniai Eleonóra portugál királyné 1402–1445 férje: Eduárd portugál király 1391–1438                                                                                                 | Aragóniai Eleonóra portugál királyné 1402–1445 férje: Eduárd portugál király 1391–1438                                                                                                 | | | | |  |  | II. (Hitetlen) János aragón, navarrai és szicíliai király 1398–1479 1. fg. I. Blanka navarrai királynő 1387–1441 2. fg. Juana Enríquez 1425/30–1468       | II. (Hitetlen) János aragón, navarrai és szicíliai király 1398–1479 1. fg. I. Blanka navarrai királynő 1387–1441 2. fg. Juana Enríquez 1425/30–1468       | II. (Hitetlen) János aragón, navarrai és szicíliai király 1398–1479 1. fg. I. Blanka navarrai királynő 1387–1441 2. fg. Juana Enríquez 1425/30–1468                                       | II. (Hitetlen) János aragón, navarrai és szicíliai király 1398–1479 1. fg. I. Blanka navarrai királynő 1387–1441 2. fg. Juana Enríquez 1425/30–1468       | II. (Hitetlen) János aragón, navarrai és szicíliai király 1398–1479 1. fg. I. Blanka navarrai királynő 1387–1441 2. fg. Juana Enríquez 1425/30–1468       | II. (Hitetlen) János aragón, navarrai és szicíliai király 1398–1479 1. fg. I. Blanka navarrai királynő 1387–1441 2. fg. Juana Enríquez 1425/30–1468       |  |  |  |  |  |  |  |  |  |  |  |  |  |  |  |  |  |  |  |  |  |  |  |  |  |  |  |  |  |  |  |  |  |  |  |  |  |  |  |  |  |  |  |  |  |  |  |  |  |  |  |  |
|  |  |                                                                                                 |                                                                                                 |                                                                                                 |                                                                                                 | Aragóniai Eleonóra portugál királyné 1402–1445 férje: Eduárd portugál király 1391–1438          | Aragóniai Eleonóra portugál királyné 1402–1445 férje: Eduárd portugál király 1391–1438          | Aragóniai Eleonóra portugál királyné 1402–1445 férje: Eduárd portugál király 1391–1438 | Aragóniai Eleonóra portugál királyné 1402–1445 férje: Eduárd portugál király 1391–1438 | Aragóniai Eleonóra portugál királyné 1402–1445 férje: Eduárd portugál király 1391–1438                                                                                                 | Aragóniai Eleonóra portugál királyné 1402–1445 férje: Eduárd portugál király 1391–1438                                                                                                 | | | | |  |  | II. (Hitetlen) János aragón, navarrai és szicíliai király 1398–1479 1. fg. I. Blanka navarrai királynő 1387–1441 2. fg. Juana Enríquez 1425/30–1468       | II. (Hitetlen) János aragón, navarrai és szicíliai király 1398–1479 1. fg. I. Blanka navarrai királynő 1387–1441 2. fg. Juana Enríquez 1425/30–1468       | II. (Hitetlen) János aragón, navarrai és szicíliai király 1398–1479 1. fg. I. Blanka navarrai királynő 1387–1441 2. fg. Juana Enríquez 1425/30–1468                                       | II. (Hitetlen) János aragón, navarrai és szicíliai király 1398–1479 1. fg. I. Blanka navarrai királynő 1387–1441 2. fg. Juana Enríquez 1425/30–1468       | II. (Hitetlen) János aragón, navarrai és szicíliai király 1398–1479 1. fg. I. Blanka navarrai királynő 1387–1441 2. fg. Juana Enríquez 1425/30–1468       | II. (Hitetlen) János aragón, navarrai és szicíliai király 1398–1479 1. fg. I. Blanka navarrai királynő 1387–1441 2. fg. Juana Enríquez 1425/30–1468       |  |  |  |  |  |  |  |  |  |  |  |  |  |  |  |  |  |  |  |  |  |  |  |  |  |  |  |  |  |  |  |  |  |  |  |  |  |  |  |  |  |  |  |  |  |  |  |  |  |  |  |  |
|  |  |                                                                                                 |                                                                                                 |                                                                                                 |                                                                                                 |                                                                                                 |                                                                                                 |                                                                                        |                                                                                        | | | | | | |  |  | | | | | | |  |  |  |  |  |  |  |  |  |  |  |  |  |  |  |  |  |  |  |  |  |  |  |  |  |  |  |  |  |  |  |  |  |  |  |  |  |  |  |  |  |  |  |  |  |  |  |  |  |  |  |  |
|  |  | Portugáliai Johanna kasztíliai királyné 1439–1475 férje: IV. Henrik kasztíliai király 1425–1474 | Portugáliai Johanna kasztíliai királyné 1439–1475 férje: IV. Henrik kasztíliai király 1425–1474 | Portugáliai Johanna kasztíliai királyné 1439–1475 férje: IV. Henrik kasztíliai király 1425–1474 | Portugáliai Johanna kasztíliai királyné 1439–1475 férje: IV. Henrik kasztíliai király 1425–1474 | Portugáliai Johanna kasztíliai királyné 1439–1475 férje: IV. Henrik kasztíliai király 1425–1474 | Portugáliai Johanna kasztíliai királyné 1439–1475 férje: IV. Henrik kasztíliai király 1425–1474 |                                                                                        |                                                                                        | Portugáliai Eleonóra német-római császárné 1434–1467 férje: III. Frigyes német-római császár 1415–1493                                                                                 | Portugáliai Eleonóra német-római császárné 1434–1467 férje: III. Frigyes német-római császár 1415–1493                                                                                 | Portugáliai Eleonóra német-római császárné 1434–1467 férje: III. Frigyes német-római császár 1415–1493                                                                                 | Portugáliai Eleonóra német-római császárné 1434–1467 férje: III. Frigyes német-római császár 1415–1493                                                                                 | Portugáliai Eleonóra német-római császárné 1434–1467 férje: III. Frigyes német-római császár 1415–1493                                                                                 | Portugáliai Eleonóra német-római császárné 1434–1467 férje: III. Frigyes német-római császár 1415–1493                                                                                 |  |  | [2.] II. Ferdinánd aragóniai király 1452–1516 1. fg. I. Izabella kasztíliai királynő 1451–1504 2. fg. Foix Germána navarrai királyi hercegnő 1488/90–1538 | [2.] II. Ferdinánd aragóniai király 1452–1516 1. fg. I. Izabella kasztíliai királynő 1451–1504 2. fg. Foix Germána navarrai királyi hercegnő 1488/90–1538 | [2.] II. Ferdinánd aragóniai király 1452–1516 1. fg. I. Izabella kasztíliai királynő 1451–1504 2. fg. Foix Germána navarrai királyi hercegnő 1488/90–1538                                 | [2.] II. Ferdinánd aragóniai király 1452–1516 1. fg. I. Izabella kasztíliai királynő 1451–1504 2. fg. Foix Germána navarrai királyi hercegnő 1488/90–1538 | [2.] II. Ferdinánd aragóniai király 1452–1516 1. fg. I. Izabella kasztíliai királynő 1451–1504 2. fg. Foix Germána navarrai királyi hercegnő 1488/90–1538 | [2.] II. Ferdinánd aragóniai király 1452–1516 1. fg. I. Izabella kasztíliai királynő 1451–1504 2. fg. Foix Germána navarrai királyi hercegnő 1488/90–1538 |  |  |  |  |  |  |  |  |  |  |  |  |  |  |  |  |  |  |  |  |  |  |  |  |  |  |  |  |  |  |  |  |  |  |  |  |  |  |  |  |  |  |  |  |  |  |  |  |  |  |  |  |
|  |  | Portugáliai Johanna kasztíliai királyné 1439–1475 férje: IV. Henrik kasztíliai király 1425–1474 | Portugáliai Johanna kasztíliai királyné 1439–1475 férje: IV. Henrik kasztíliai király 1425–1474 | Portugáliai Johanna kasztíliai királyné 1439–1475 férje: IV. Henrik kasztíliai király 1425–1474 | Portugáliai Johanna kasztíliai királyné 1439–1475 férje: IV. Henrik kasztíliai király 1425–1474 | Portugáliai Johanna kasztíliai királyné 1439–1475 férje: IV. Henrik kasztíliai király 1425–1474 | Portugáliai Johanna kasztíliai királyné 1439–1475 férje: IV. Henrik kasztíliai király 1425–1474 |                                                                                        |                                                                                        | Portugáliai Eleonóra német-római császárné 1434–1467 férje: III. Frigyes német-római császár 1415–1493                                                                                 | Portugáliai Eleonóra német-római császárné 1434–1467 férje: III. Frigyes német-római császár 1415–1493                                                                                 | Portugáliai Eleonóra német-római császárné 1434–1467 férje: III. Frigyes német-római császár 1415–1493                                                                                 | Portugáliai Eleonóra német-római császárné 1434–1467 férje: III. Frigyes német-római császár 1415–1493                                                                                 | Portugáliai Eleonóra német-római császárné 1434–1467 férje: III. Frigyes német-római császár 1415–1493                                                                                 | Portugáliai Eleonóra német-római császárné 1434–1467 férje: III. Frigyes német-római császár 1415–1493                                                                                 |  |  | [2.] II. Ferdinánd aragóniai király 1452–1516 1. fg. I. Izabella kasztíliai királynő 1451–1504 2. fg. Foix Germána navarrai királyi hercegnő 1488/90–1538 | [2.] II. Ferdinánd aragóniai király 1452–1516 1. fg. I. Izabella kasztíliai királynő 1451–1504 2. fg. Foix Germána navarrai királyi hercegnő 1488/90–1538 | [2.] II. Ferdinánd aragóniai király 1452–1516 1. fg. I. Izabella kasztíliai királynő 1451–1504 2. fg. Foix Germána navarrai királyi hercegnő 1488/90–1538                                 | [2.] II. Ferdinánd aragóniai király 1452–1516 1. fg. I. Izabella kasztíliai királynő 1451–1504 2. fg. Foix Germána navarrai királyi hercegnő 1488/90–1538 | [2.] II. Ferdinánd aragóniai király 1452–1516 1. fg. I. Izabella kasztíliai királynő 1451–1504 2. fg. Foix Germána navarrai királyi hercegnő 1488/90–1538 | [2.] II. Ferdinánd aragóniai király 1452–1516 1. fg. I. Izabella kasztíliai királynő 1451–1504 2. fg. Foix Germána navarrai királyi hercegnő 1488/90–1538 |  |  |  |  |  |  |  |  |  |  |  |  |  |  |  |  |  |  |  |  |  |  |  |  |  |  |  |  |  |  |  |  |  |  |  |  |  |  |  |  |  |  |  |  |  |  |  |  |  |  |  |  |
|  |  | I. Johanna kasztíliai királynő 1462–1530                                                        | I. Johanna kasztíliai királynő 1462–1530                                                        | I. Johanna kasztíliai királynő 1462–1530                                                        | I. Johanna kasztíliai királynő 1462–1530                                                        | I. Johanna kasztíliai királynő 1462–1530                                                        | I. Johanna kasztíliai királynő 1462–1530                                                        |                                                                                        |                                                                                        | I. Miksa német-római császár 1459–1519 1. fg. I. Mária burgundi hercegnő 1457–1482 2. fg. I. Anna breton hercegnő 1477–1514 3. fg. Sforza Bianka Mária német-római császárné 1472–1510 | I. Miksa német-római császár 1459–1519 1. fg. I. Mária burgundi hercegnő 1457–1482 2. fg. I. Anna breton hercegnő 1477–1514 3. fg. Sforza Bianka Mária német-római császárné 1472–1510 | I. Miksa német-római császár 1459–1519 1. fg. I. Mária burgundi hercegnő 1457–1482 2. fg. I. Anna breton hercegnő 1477–1514 3. fg. Sforza Bianka Mária német-római császárné 1472–1510 | I. Miksa német-római császár 1459–1519 1. fg. I. Mária burgundi hercegnő 1457–1482 2. fg. I. Anna breton hercegnő 1477–1514 3. fg. Sforza Bianka Mária német-római császárné 1472–1510 | I. Miksa német-római császár 1459–1519 1. fg. I. Mária burgundi hercegnő 1457–1482 2. fg. I. Anna breton hercegnő 1477–1514 3. fg. Sforza Bianka Mária német-római császárné 1472–1510 | I. Miksa német-római császár 1459–1519 1. fg. I. Mária burgundi hercegnő 1457–1482 2. fg. I. Anna breton hercegnő 1477–1514 3. fg. Sforza Bianka Mária német-római császárné 1472–1510 |  |  | [1.] II. (Őrült) Johanna kasztíliai és aragón királynő 1479–1555 férje: I. (Szép) Fülöp kasztíliai király 1478–1506 ld. balra lent                        | [1.] II. (Őrült) Johanna kasztíliai és aragón királynő 1479–1555 férje: I. (Szép) Fülöp kasztíliai király 1478–1506 ld. balra lent                        | [1.] II. (Őrült) Johanna kasztíliai és aragón királynő 1479–1555 férje: I. (Szép) Fülöp kasztíliai király 1478–1506 ld. balra lent                                                        | [1.] II. (Őrült) Johanna kasztíliai és aragón királynő 1479–1555 férje: I. (Szép) Fülöp kasztíliai király 1478–1506 ld. balra lent                        | [1.] II. (Őrült) Johanna kasztíliai és aragón királynő 1479–1555 férje: I. (Szép) Fülöp kasztíliai király 1478–1506 ld. balra lent                        | [1.] II. (Őrült) Johanna kasztíliai és aragón királynő 1479–1555 férje: I. (Szép) Fülöp kasztíliai király 1478–1506 ld. balra lent                        |  |  |  |  |  |  |  |  |  |  |  |  |  |  |  |  |  |  |  |  |  |  |  |  |  |  |  |  |  |  |  |  |  |  |  |  |  |  |  |  |  |  |  |  |  |  |  |  |  |  |  |  |
|  |  | I. Johanna kasztíliai királynő 1462–1530                                                        | I. Johanna kasztíliai királynő 1462–1530                                                        | I. Johanna kasztíliai királynő 1462–1530                                                        | I. Johanna kasztíliai királynő 1462–1530                                                        | I. Johanna kasztíliai királynő 1462–1530                                                        | I. Johanna kasztíliai királynő 1462–1530                                                        |                                                                                        |                                                                                        | I. Miksa német-római császár 1459–1519 1. fg. I. Mária burgundi hercegnő 1457–1482 2. fg. I. Anna breton hercegnő 1477–1514 3. fg. Sforza Bianka Mária német-római császárné 1472–1510 | I. Miksa német-római császár 1459–1519 1. fg. I. Mária burgundi hercegnő 1457–1482 2. fg. I. Anna breton hercegnő 1477–1514 3. fg. Sforza Bianka Mária német-római császárné 1472–1510 | I. Miksa német-római császár 1459–1519 1. fg. I. Mária burgundi hercegnő 1457–1482 2. fg. I. Anna breton hercegnő 1477–1514 3. fg. Sforza Bianka Mária német-római császárné 1472–1510 | I. Miksa német-római császár 1459–1519 1. fg. I. Mária burgundi hercegnő 1457–1482 2. fg. I. Anna breton hercegnő 1477–1514 3. fg. Sforza Bianka Mária német-római császárné 1472–1510 | I. Miksa német-római császár 1459–1519 1. fg. I. Mária burgundi hercegnő 1457–1482 2. fg. I. Anna breton hercegnő 1477–1514 3. fg. Sforza Bianka Mária német-római császárné 1472–1510 | I. Miksa német-római császár 1459–1519 1. fg. I. Mária burgundi hercegnő 1457–1482 2. fg. I. Anna breton hercegnő 1477–1514 3. fg. Sforza Bianka Mária német-római császárné 1472–1510 |  |  | [1.] II. (Őrült) Johanna kasztíliai és aragón királynő 1479–1555 férje: I. (Szép) Fülöp kasztíliai király 1478–1506 ld. balra lent                        | [1.] II. (Őrült) Johanna kasztíliai és aragón királynő 1479–1555 férje: I. (Szép) Fülöp kasztíliai király 1478–1506 ld. balra lent                        | [1.] II. (Őrült) Johanna kasztíliai és aragón királynő 1479–1555 férje: I. (Szép) Fülöp kasztíliai király 1478–1506 ld. balra lent                                                        | [1.] II. (Őrült) Johanna kasztíliai és aragón királynő 1479–1555 férje: I. (Szép) Fülöp kasztíliai király 1478–1506 ld. balra lent                        | [1.] II. (Őrült) Johanna kasztíliai és aragón királynő 1479–1555 férje: I. (Szép) Fülöp kasztíliai király 1478–1506 ld. balra lent                        | [1.] II. (Őrült) Johanna kasztíliai és aragón királynő 1479–1555 férje: I. (Szép) Fülöp kasztíliai király 1478–1506 ld. balra lent                        |  |  |  |  |  |  |  |  |  |  |  |  |  |  |  |  |  |  |  |  |  |  |  |  |  |  |  |  |  |  |  |  |  |  |  |  |  |  |  |  |  |  |  |  |  |  |  |  |  |  |  |  |
|  |  |                                                                                                 |                                                                                                 |                                                                                                 |                                                                                                 |                                                                                                 |                                                                                                 |                                                                                        |                                                                                        | [1.] I. (Szép) Fülöp kasztíliai király 1478–1506 felesége: II. (Őrült) Johanna kasztíliai és aragón királynő 1479–1555 ld. jobbra fent                                                 | [1.] I. (Szép) Fülöp kasztíliai király 1478–1506 felesége: II. (Őrült) Johanna kasztíliai és aragón királynő 1479–1555 ld. jobbra fent                                                 | [1.] I. (Szép) Fülöp kasztíliai király 1478–1506 felesége: II. (Őrült) Johanna kasztíliai és aragón királynő 1479–1555 ld. jobbra fent                                                 | [1.] I. (Szép) Fülöp kasztíliai király 1478–1506 felesége: II. (Őrült) Johanna kasztíliai és aragón királynő 1479–1555 ld. jobbra fent                                                 | [1.] I. (Szép) Fülöp kasztíliai király 1478–1506 felesége: II. (Őrült) Johanna kasztíliai és aragón királynő 1479–1555 ld. jobbra fent                                                 | [1.] I. (Szép) Fülöp kasztíliai király 1478–1506 felesége: II. (Őrült) Johanna kasztíliai és aragón királynő 1479–1555 ld. jobbra fent                                                 |  |  | I. (V./Habsburg) Károly kasztíliai és aragón király, német-római császár 1500–1558 felesége: Portugáliai Izabella 1503–1539                               | I. (V./Habsburg) Károly kasztíliai és aragón király, német-római császár 1500–1558 felesége: Portugáliai Izabella 1503–1539                               | I. (V./Habsburg) Károly kasztíliai és aragón király, német-római császár 1500–1558 felesége: Portugáliai Izabella 1503–1539                                                               | I. (V./Habsburg) Károly kasztíliai és aragón király, német-római császár 1500–1558 felesége: Portugáliai Izabella 1503–1539                               | I. (V./Habsburg) Károly kasztíliai és aragón király, német-római császár 1500–1558 felesége: Portugáliai Izabella 1503–1539                               | I. (V./Habsburg) Károly kasztíliai és aragón király, német-római császár 1500–1558 felesége: Portugáliai Izabella 1503–1539                               |  |  |  |  |  |  |  |  |  |  |  |  |  |  |  |  |  |  |  |  |  |  |  |  |  |  |  |  |  |  |  |  |  |  |  |  |  |  |  |  |  |  |  |  |  |  |  |  |  |  |  |  |

## Gyermekei
- Feleségétől, II. Johanna (1479–1555) kasztíliai királynőtől, 6 gyermek:
  - Eleonóra (1498–1558), 1. férje I. Mánuel portugál király (1469–1521), 2 gyermek, 2. férje I. Ferenc francia király (1494–1547), nem születtek gyermekei, 2 gyermek az 1. házasságából
  - Károly (1500–1558) német-római császár, kasztíliai király stb., felesége Izabella (1503–1539) portugál infánső, 5 gyermek+4 természetes gyermek
  - Izabella (1501–1526), férje II. Keresztély (1481–1559) dán, norvég és svéd király, 5 gyermek
  - Ferdinánd (1503–1564) magyar király és német-római császár stb., felesége Jagelló Anna (1503–1547) magyar és cseh királyi hercegnő, 15 gyermek
  - Mária (1505–1558), férje II. Lajos (1506–1526) magyar király, nem születtek gyermekei
  - Katalin (1507–1578), férje III. János (1502–1557) portugál király, 9 gyermek

## Címei

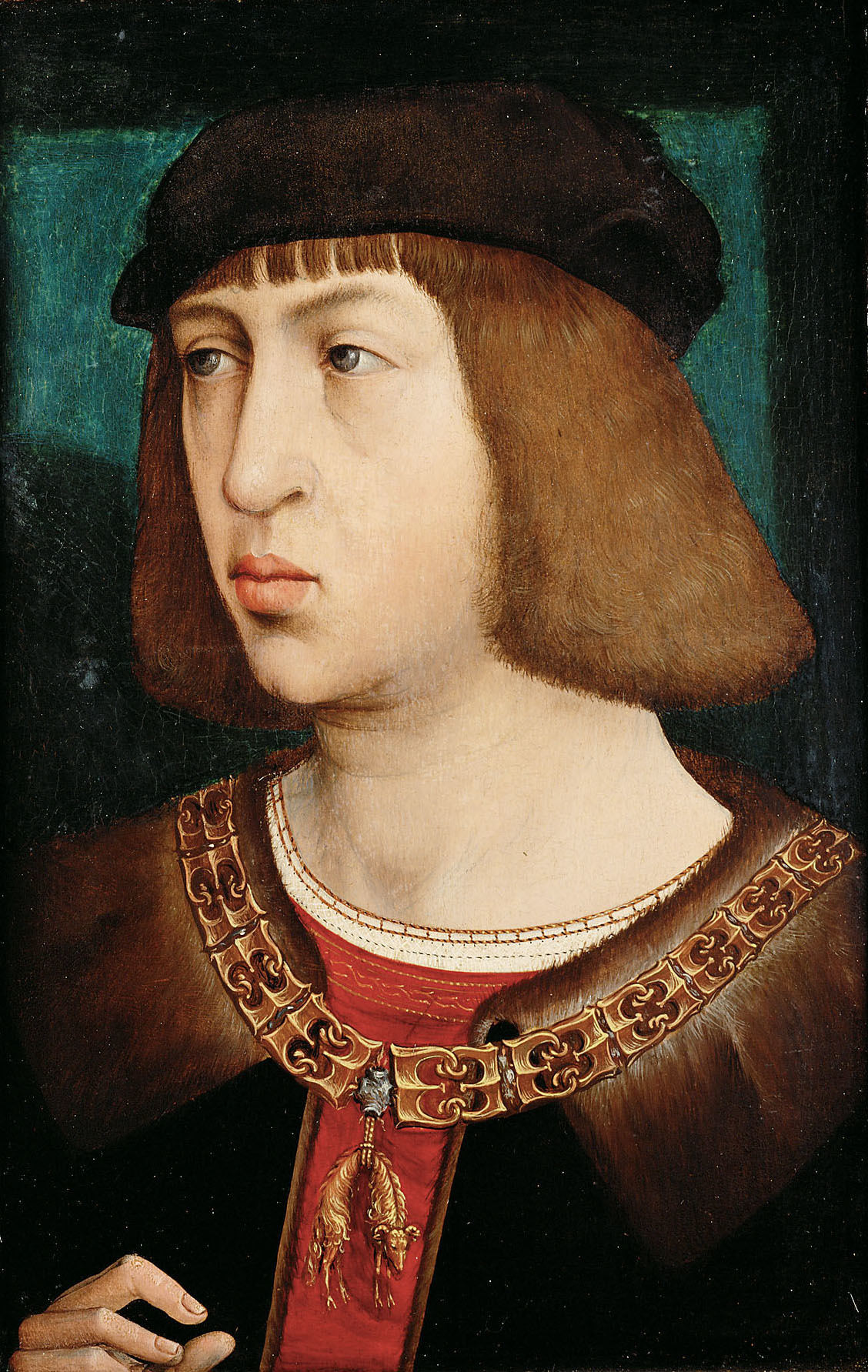
Szép Fülöp, 1500 körül, Juan de Flandes festménye

Fülöp címere házassága előtt

Fülöp címere kasztíliai királyként.

- 1482. március 27 - 1506. szeptember 25.: Burgundia hercege (névlegesen) IV. Fülöp néven
- 1482. március 27 - 1506. szeptember 25.: Brabant hercege III. Fülöp néven
- 1482. március 27 - 1506. szeptember 25.: Limburg hercege III. Fülöp néven
- 1482. március 27 - 1506. szeptember 25.: Alsó-Lotaringia hercege III. Fülöp néven
- 1482. március 27 - 1506. szeptember 25.: Luxemburg hercege II. Fülöp néven
- 1482. március 27 - 1506. szeptember 25.: Namur őrgrófja V. Fülöp néven
- 1482. március 27 - 1506. szeptember 25.: Burgundia grófja (Franche Comté) VI. Fülöp néven.
- 1482. március 27 - 1506. szeptember 25.: Artois grófja VI. Fülöp néven
- 1482. március 27 - 1506. szeptember 25.: Charolais grófja III. Fülöp néven
- 1482. március 27 - 1506. szeptember 25.: Flandria grófja IV. Fülöp néven
- 1482. március 27 - 1506. szeptember 25.: Hennegau (Hainault) grófja II. Fülöp néven
- 1482. március 27 - 1506. szeptember 25.: Hollandia grófja II. Fülöp néven
- 1482. március 27 - 1506. szeptember 25.: Zeeland grófja II. Fülöp néven
- 1482. március 27 - 1492. Geldern grófja I. Fülöp néven
- 1482. március 27 - 1492: Zutphen grófja I. Fülöp néven
- 1506. július 12. - 1506. szeptember 25.: Kasztília királya iure uxoris I. Fülöp néven